# M25 Tank Trasporter
L'M25 Tank Transporter era un sistema composto dal trattore corazzato M26 con trazione 6x6 e dal rimorchio M15 da 40 ton utilizzato a partire dal 1944 dall'US Army durante la seconda guerra mondiale. Il veicolo era prodotto dalla Pacific Car & Foundry Co. di Seattle, Washington e con questo sistema l'esercito statunitense iniziò a sostituire l'M19 Tank Transporter che aveva una capacità di carico inferiore che era stato introdotto nel 1940. Soprannominato The Dragon Wagon venne a sua volta sostituito dal 1955 dall'autoarticolato M123 con trazione 6x6.

## Sviluppo
Nel 1942 era ormai diventato necessario sviluppare un nuovo rimorchio che avesse una capacità di trasporto di 40-ton e con prestazioni fuoristrada migliori del trattore M20 Diamond T e dal rimorchio M9 con 24 ruote. Un rimorchio che avesse queste caratteristiche era stato progettato dalla Fruehauf Trailer Company di Detroit, Michigan ma era troppo pesante per il Diamond T M20. La Knuckey Truck Company di San Francisco, California aveva sviluppato il trattore M26 che avrebbe dovuto trainare il nuovo rimorchio. Quando però la produzione di questa società non riusciva a soddisfare le necessità dell'US Army la responsabilità della costruzione del veicolo venne trasferita alla Pacific Car & Foundry Co. dove venne designato internamente TR-1. L'M26 era un veicolo a tre assi con trazione 6x6. La trasmissione era assicurata da una catena da 12-ton. Il motore era l'Hall-Scott 440 da 17,9 l (1.090 pollici cubici) a benzina che sviluppava 240 hp (180 kW) a 2.000 giri al minuto ed una coppia di 1.088 Nm a 1.200 giri al minuto. La produzione totale del motore fu di 2.100 esemplari mentre la produzione totale del veicolo, nella versione M26 e M26A1, fu di 1.300 esemplari. Una particolarità dell'M26 era costituita dalla sua cabina corazzata e dall'installazione di due verricelli che avevano una capacità di traino combinata di 60-ton che permettevano di effettuare i recuperi sul campo di battaglia. Successivamente venne prodotta anche la versione M26A1 che non aveva la cabina corazzata ed una versione sperimentale in configurazione solo motrice che venne valutata dal Fighting Vehicle Proving Establishment.
Dopo il conflitto diverse motrici, sia M26 che M26A1, furono acquistati quali surplus e utilizzati per il trasporto di carichi eccezionali quali trasformatori, locomotive ed altro equipaggiamento pesante.